# 1608

## أحداث
- تأسيس مدينة دكا وتقع حاليا في بنغلاديش.
- 3 يوليو - تأسيس مدينة كيبك على يد صمويل دو شامبلان

## مواليد
- جون ميلتون
- فرديناند الثالث إمبراطور الرومانية المقدسة

## وفيات
- جوفاني دا بولونيا
- محب الدين الحموي